# Thrasher - Skater of the Year
Thrasher - Skater Of The Year (S.O.T.Y.) je anketa, kterou pořádá americký časopis Thrasher a ve které je vybírán nejlepší skateboardista roku.
Výběr nezávisí jen na výsledcích v soutěžích, ale také na tom jak se skateboardisté ukazují v časopisech, ve filmech, nebo co zvláštního v daném roce dokázali.
Tato anketa funguje již od roku 1990 a cenou pro nejlepšího je zlatá soška skateboardisty.
Jediným skaterem, který zvítězil v anketě více než jednou je Danny Way, který vyhrál v roce 1991 a 2004.

## Seznam S.O.T.Y. 1990 - 2006
- 1990 - Tony Hawk
- 1991 - Danny Way
- 1992 - John Cardiel
- 1993 - Salman Agah
- 1994 - Mike Carroll
- 1995 - Chris Senn
- 1996 - Eric Koston
- 1997 - Bob Burnquist
- 1998 - Andrew Reynolds
- 1999 - Brian Anderson
- 2000 - Geoff Rowley
- 2001 - Arto Saari
- 2002 - Tony Trujillo
- 2003 - Mark Appleyard
- 2004 - Danny Way
- 2005 - Chris Cole
- 2006 - Daewon Song